# Agave sisalana
Agave sisalana, de nombre común sisal, henequén o en maya yucateco, ki es una planta utilizada para fines comerciales, cultivada en regiones semiáridas. Se usa principalmente la fibra de las hojas, que se procesan especialmente para fabricar cuerdas, cordeles, sacos, telas y tapetes.

## Descripción
Es una especie monocárpica; con tallos de 40-100 cm o acaule; rosetas 1,5 a 2 m de diámetro, con vástagos. Hojas de 60-150 x 2,5 a 5(-9) cm, ensiformes, las jóvenes glaucas, con pocos dientes diminutos, generalmente verde brillante y sin dientes en la madurez; espina 2-2.5 cm, cónica a subulada, pardo oscura, no decurrente, algo acanalada en la base, redondeada en el haz; márgenes no córneos. Panícula de 5-6 m, bulbilífera, bracteada, elipsoide; ramas 10-15(-25), en la mitad superior del escapo. Flores 4-6.5 cm, amarillo-verdosas; tépalos 17-18 x 5-6 mm, iguales, linear-lanceolados; filamentos 50-60 mm, insertados por encima de la mitad del tubo; anteras 23-25 mm; ovario 15-25 x 8-9 mm. Cápsulas y semillas generalmente sin desarrollarse.

## Distribución
La planta es originaria de Yucatán, México, y recibió su nombre porque el puerto de donde salía para el mundo tiene el nombre de  Sisal, que en la época de esplendor de la agroindustria henequenera en Yucatán era el principal puerto, hoy sustituido por el puerto de Progreso; en Yucatán y en too (México) recibe el nombre de henequén, aunque también puede tratarse de variedades diferentes (Agave sisalana y Agave fourcroydes) y contribuyó para que en los primeros años del siglo XX Yucatán y su capital Mérida tuvieran una gran riqueza, aunque esta estuviera concentrada en unas cuantas familias.
A principios del siglo XX el cultivo se trasladó también a Florida, a las Antillas, a Israel y a algunos países de África, como Kenia y Tanzania. Finalmente el cultivo se estableció en Brasil, que es actualmente el mayor productor y exportador del mundo.
Como el lino, abacá, Crotalaria juncea y otras agrofibras es la del sisal la base de una industria económicamente importante. La producción anual de la fibra de sisal es la segunda, como agrofibra, después del algodón (según estadísticas de la FAO).

## Producción
La planta de sisal tiene una vida total de aproximadamente veinticinco años, de los cuales 18 a 20 en producción. Cuando está en su etapa productiva rinde cerca de 30 hojas por año. Cada hoja es sujeta a un proceso de desfibración o descorticación con maquinaria especializada que varía en función de la región en donde se lleve a cabo el proceso. En África oriental, las hojas se transportan a una planta central de descortezado, al igual que en Yucatán, lugar donde se inventaron varios tipos de máquinas desfibradoras, y luego la fibra se seca, cepilla y embala para ser transportada. En Brasil (en los estados de Paraíba y Bahía) crece en pequeños fundos y la fibra se extrae por grupos a mano usando raspadores manuales. La mejor calidad de sisal está en función de la longitud, resistencia y color de la fibra. Es una planta propia de regiones tropicales y subtropicales, beneficiándose la producción con temperaturas superiores a los 25 °C y mucho sol.[cita requerida]
| Producción en toneladas de sisal (henequén) y de otras fibras provenientes de agaves. Cifras 2004-2005 Datos de FAOSTAT (FAO) Base de datos de la FAO |            |       |            |       |
| Brasil | 199 322,00 | 54 %  | 213 082,00 | 55 %  |
| México | 26 636,00  | 7 %   | 26 636,00  | 7 %   |
| Kenia | 25 000,00  | 7 %   | 25 000,00  | 6 %   |
| Tanzania | 23 500,00  | 6 %   | 23 500,00  | 6 %   |
| Colombia | 21 498,00  | 6 %   | 22 000,00  | 6 %   |
| Madagascar | 17 000,00  | 5 %   | 17 000,00  | 4 %   |
| China | 16 000,00  | 4 %   | 16 000,00  | 4 %   |
| Cuba | 11 700,00  | 3 %   | 11 730,00  | 3 %   |
| Haití | 5 500,00   | 1 %   | 5 500,00   | 1 %   |
| Nicaragua | 4 350,00   | 1 %   | 4 350,00   | 1 %   |
| Filipinas | 4 000,00   | 1 %   | 4 000,00   | 1 %   |
| Venezuela | 3 239,00   | 1 %   | 3 500,00   | 1 %   |
| Ecuador | 4 963,00   | 1 %   | 3 465,00   | 1 %   |
| El Salvador | 2 500,00   | 1 %   | 2 500,00   | 1 %   |
| Marruecos | 2 200,00   | 1 %   | 2 200,00   | 1 %   |
| Otros | 5 000,00   | 1 %   | 5 000,00   | 1 %   |
| Total | 372 408,00 | 100 % | 385 463,00 | 100 % |

## Taxonomía
Agave sisalana fue descrito por Henry Perrine  y publicado en Transactions of the Academy of Science of St. Louis 3: 305, 316, pl. 2–4. 1875.
Etimología

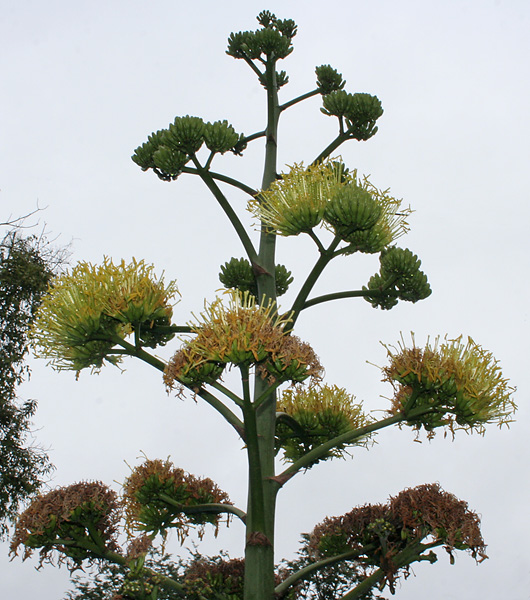
Inflorescencia

Agave: nombre genérico que fue dado a conocer científicamente en 1753 por el naturalista sueco Carlos Linneo, quien lo tomó del griego Agavos. En la mitología griega, Ágave era una ménade hija de Cadmo, rey de Tebas que, al frente de una muchedumbre de bacantes, asesinó a su hijo Penteo, sucesor de Cadmo en el trono. La palabra agave alude, pues, a algo admirable o noble.
sisalana: epíteto tomado del producto que produce, el sisal.
Sinonimia
- Agave rigida var. sisalana (Perrine) Engelm.
- Agave segurae D.Guillot & P.Van der Meer
- Agave sisalana forma armata (Trel.) Trel.
- Agave sisalana var. armata Trel.[6][7]